# 渡辺美術館
渡辺美術館（わたなべびじゅつかん）は鳥取県鳥取市にある鳥取県の登録博物館。運営は公益財団法人渡辺美術館。医師・渡辺元が収集した3万点余りの美術品の収蔵と一般公開を目的として1978年（昭和53年）に開設し、1987年（昭和62年）に財団法人化された。また、2012年（平成24年）に公益財団法人に移行した。
主に9世紀から19世紀の日本刀（大太刀も含む）、甲冑などの東洋古美術品が常設展示されており、その数1万5千点で、国内屈指の量を誇る。

## 主な展示品
- 喜多川歌麿筆 「蹴鞠之図」浮世絵版木
- 関ヶ原合戦図屏風
- 洛中洛外図屏風
- 源平合戦図屏風
- 土佐光吉画「曽我物語図」屏風
- 松竹梅太公望文日月硯
- 二挺天符目覚付櫓時計
- 松に猿嵌木丸額
- 平成の浦島虎徹
- 赤備え甲冑群団

## 建築概要
- 敷地面積 - 6,305m2
- 延床面積 - 4,578m2
- 所在地 - 〒680-0003 鳥取県鳥取市覚寺55番地

## 利用情報
- 開館時間 - （入館は閉館30分前まで）
  - 土・日及び祝祭日 午前10時～午後5時　　　
  - 月・水・木・金 午前10時～午後3時

- 休館日
  - 火曜日（祝祭日の場合は開館翌日休館）
  - 年末年始（12月30日、31日／1月1日、2日）

- 駐車場 - あり　（無料 50台）

## 交通アクセス
- JR山陰本線 鳥取駅 から日交バスまたは日ノ丸バスで砂丘方面行（路線番号：32・32H・33・35・38・38H・39）15分、「渡辺美術館前」下車徒歩すぐ
  - （ループ麒麟獅子（路線番号：09）も停車）

## 周辺情報
- 鳥取砂丘
- 摩尼寺
- 玄忠寺・荒木又右衛門遺品館
- 多鯰ヶ池

## その他
「かっ・ちゅうくん」というマスコットキャラクターが存在する。（「かっちゃん」と「ちゅうくん」のペア。他に「ちゅう姫」というキャラもいる）
なお、かっ・ちゅうくんは「ミュージアムキャラクターアワード2014」でにおいて9,503票を獲得し1位に選ばれた。。